# Giosafat
Giosafat o Giosafatte (in ebraico tiberiano יְהוֹשָׁפָט Yəhôšāp̄āṭ, moderno יהושפט Yehoshafat; in greco Ἰωσαφάτ, Iōsaphát; in latino Iosaphat) (873 a.C. – 849 a.C.) figlio di Asa, fu il quarto re di Giuda per 25 anni.
Il suo regno fu contraddistinto da un ritorno alla tradizione delle leggi di Mosè, e da una politica di alleanze col Regno di Israele del nord, con cui organizzò numerose guerre. Tra i figli vi fu Ioram che gli succedette al trono e che sposò Atalia, la figlia del re Acab.
Storicamente il suo nome è stato connesso alla valle di Giosafat, dove, secondo il libro di Gioele, il Dio di Israele riunirà tutti i popoli per il giudizio universale.